# Elattoneura glauca
Elattoneura glauca – gatunek ważki z rodziny pióronogowatych (Platycnemididae). Występuje na terenie Afryki Subsaharyjskiej, szeroko rozpowszechniony.
W Południowej Afryce imago lata od października do końca maja. Długość ciała 34–35 mm. Długość tylnego skrzydła 18–18,5 mm.